# Dzihunia ilan
Dzihunia ilan är en fiskart som först beskrevs av Turdakov, 1936.  Dzihunia ilan ingår i släktet Dzihunia och familjen grönlingsfiskar. Inga underarter finns listade i Catalogue of Life.